# Unitarističko jugoslavenstvo
Jugounitarizam je skup ideja koji se zalaže za ideje centralizirane i unitarne jugoslavenske države preko poticanja osjećaja jugoslavenskog nacionalizma (jugoslavenstvo).

## Jugounitarizam u socijalističkoj Jugoslaviji
U socijalističkoj Jugoslaviji federalističko jugoslavenstvo bilo je vladajuća doktrina, ali je federalizam prvih dvaju desetljeća bio znatno ograničen centraliziranom upravom i snažnim pritiskom unitarističkoga jugoslavenstva. Unatoč dogmi bratstva i jedinstva, nacionalne napetosti bile su općeprisutne (premda ne uvijek i vidljive), a nastojanje da se jugoslavenski unitarizam, povezan s tradicijom jugoslavenskog nacionalizma i idejom nove socijalističke nacije, različite od koncepta nacija što su ga zastupale građanske skupine, nametne kao rješenje za Titovu Jugoslaviju, zaživjelo je samo površno. Nasuprot tomu, u dijelu kulturne elite, slijedom Krležina osmišljavanja južnoslavenske kulture razvijana je ideja jugoslavenskog kulturnog zajedništva, koja je nastojala pomiriti hrvatski kulturni identitet s jugoslavenskim federalizmom.
U doba Hrvatskoga proljeća hrvatsko političko vodstvo na čelu s Mikom Tripalom i Savkom Dabčević-Kučar osudilo je jugoslavenski unitarizam i razradilo model specifičnoga jugoslavenskog ustrojstva, koji je imao neka konfederalna obilježja: republike su trebale imati obilježja država, federacija bi postala dogovorna tvorba. U toj je koncepciji od jugoslavenske ideje zadržana tek predodžba o povijesnoj povezanosti jugoslavenskih nacija-država i potrebi njihove političke suradnje kao samostalnih i ravnopravnih subjekata dogovorno uspostavljene zajednice. Premda su takva rješenja konačno uglavnom uključena u Ustav SFRJ 1974., nasilno gušenje Hrvatskoga proljeća jugoslavensku je ideju u Hrvatskoj praktički posve degradiralo. Jugoslavenska se ideja nakratko i neuspješno izrazila u drugoj polovici 1980-ih u koncepciji »jugoslavenske sinteze« i obrane tzv. avnojevskih načela jugoslavenske federacije, ali prije svega kao reakcija na miloševićevski »izvorni jugoslavenski federalizam«.
U doba demokratskih promjena 1989.–1990. glavne političke snage u Hrvatskoj reafirmirale su ideju jugoslavenskog konfederalizma kao prijelaz prema ideji samostalne hrvatske države. Nakon sloma Jugoslavije 1991. i formalnog nestanka njezina imena s političke karte svijeta 2003., ideja je u svim južnoslavenskim narodima marginalizirana.